# Качмарский, Иво
И́во Качма́рский (пол. Iwo Kaczmarski; род. 16 апреля 2004, Кельце, Польша) — польский футболист, полузащитник клуба «Эмполи», выступающий на правах аренды за клуб «Медзь».

## Карьера

### «Корона»
Воспитанник польского футбольного клуба «Корона» из Кельце. В феврале 2020 года был заявлен за основную команду клуба. В польской Экстракласе дебютировал в июне 2020 года в матче с «Лехом», заменив Якуба Зубровского. По итогам сезона клуб вылетел из высшего дивизиона.

### «Ракув»
Вернулся в элиту польского футбола в начале 2021 года, подписав контракт с клубом «Ракув». В составе команды дебютировал в матче с «Ягеллонией».

### «Эмполи»
В 2022 году отправился в аренду в итальянский «Эмполи», где был заявлен за молодёжную команду в Лиге Примавера. Дебютировал в молодёжном чемпионате в мачте с «Эллас Верона» U19.

## Карьера в сборной
Играл в сборных Польши до 14, 15, 18 и 19 лет.